# Shut Your Mouth
«Shut Your Mouth» fue el cuarto y último sencillo lanzado por Garbage para promocionar el disco Beautifulgarbage en Europa (julio de 2002) y Australia (septiembre de 2002). Es una de las primeras canciones en las que Garbage trabajó en las primeras sesiones de grabación de 2000-2001.
En el Reino Unido solamente salió una edición limitada de tres discos. Este auspicioso lanzamiento lo hizo llegar rápidamente al Top 20, pero a la semana siguiente no figuró en la lista, ya que se hicieron solamente 15 000 copias, que se vendieron el primer día. Las caras B de estos sencillos fueron "Sex Never Goes Out of Fashion", "April Tenth" y "I'm Really Into Techno".
En las ediciones europeas y australianas el sencillo fue acompañado por el inédito "Happiness Pt. 2", la versión en directo de "Only Happy When It Rains" y de la versión de "Wild Horses" de The Rolling Stones.
Se hicieron cinco remixes oficiales de la canción, tres para promoción solamente ("Shut Your Mouth (Radio versión)", "Shut Your Mouth (Ken Reay remix)" y "Shut Your Mouth (Jolly Music scary instrumental)") y dos para los sencillos comerciales ("Shut Your Mouth (Jolly Music scary mix)" y "Shut Your Mouth (Jagz Kooner full vocal mix)").

## Posicionamiento
| Año  | Sencillo          | Lista                        | Mejor Posición |
| 2002 | «Shut Your Mouth» | Australia ARIA Singles Chart | 74             |
| 2002 | «Shut Your Mouth» | R.U. Singles Chart           | 20             |

- Datos: Q2020724